# Rang matrice
Rang matrice je jedan od najvažnijih pojmova linearne algebre. U izvjesnom smislu, rang mjeri "punoću" matrice i njoj odgovarajućeg linearnog preslikavanja. 

## Teorem o rangu i defektu
Pojam komplementaran rangu je defekt matrice. To je dimenzija jezgra (matematika).

## Definicija
Postoji nekoliko ekvivalentnih definicija ranga matrice. Najčešće se on definira kao dimenzija slike matrice, odnosno kao dimenzija prostora koji generiraju (katkad se kaže i "razapinju") njeni stupci. Drugim riječima, rang matrice je najveći broj njenih linearno nezavisnih stupaca.
Vektorski prostor koji generiraju stupci matrice naziva se i njenim prostorom stupaca, a njegova dimenzija rangom stupaca. Analogno, prostor redaka je vektorski prostor koji generiraju redci matrice, dok njegovu dimenziju nazivamo rangom redaka. Rang redaka i rang stupaca svake matrice su jednaki, odakle i slijedi zajednički naziv "rang". Posebno je rang matrice jednak rangu njoj transponirane matrice.
Elementarne operacije nad redcima i stupcima matrice ne mijenjaju njen rang. Stoga ekvivalentne (i posebno slične) matrice imaju jednak rang. Sve matrice linearnog preslikavanja između dva vektorska prostora u odnosu na proizvoljan par njihovih baza su ekvivalentne; njihov zajednički rang se naziva i rangom danog linearnog preslikavanja i jednak je dimenziji njegove slike. Rang matrice je također jednak broju vodećih kolona u po redcima svedenom ešelonskom obliku matrice, ili broju tzv. pivotnih elemenata; ova definicija se često koristi u uvodnim kolegijima linearne algebre. Alternativno, matrica se može rabeći elementarne operacije i nad redcima i nad stupcima svesti na jedinstveno određenu ekvivalentnu joj matricu u reduciranom ešalonskom obliku. U tom obliku matrice, svi su elementi jednaki nuli, osim pivotnih elemenata koji su jednaki jedinici.
Determinantni rang matrice je red najveće njene inverzibilne podmatrice, odnosno najvećeg njenog ne-nul minora. Determinantni rang matrice jednak je njenom rangu.

## Svojstva ranga
Rang m×n matrice je cijeli broj između 0 i min(m,n). Jedina matrica ranga nula je nul-matrica. Kvadratna matrica reda n je ranga n ako i samo ako je regularna (tj. ako ima inverz), te stoga za regularne matrice kažemo i da su "punog ranga". Općenitije, rang dijagonalne ili trokutaste kvadratne matrice jednak je broju njenih ne-nul svojstvenih vrijednosti (tj. vrijednosti različitih od nule, koje se nalaze na glavnoj dijagonali), uračunavajući kratnosti (tj. brojeći i ponavljanja). Ako je 0≤k≤n i P matrica projekcije prostora Rn na neki njegov k-dimenzioni potprostor (ortogonalne ili duž bilo kojeg komplementarnog (n − k)-dimenzionalnog potprostora), tada je P ranga k. Svaka matrica ranga k je umnožak inverzibilne matrice i matrice projekcije na neki k-dimenzionalni potprostor.
Linearno preslikavanje L : Rn → Rm je monomorfizam (injektivno) ako i samo je r(L) = n, a epimorfizam (surjektivno) ako i samo ako je r(L) = m. Za m × n matricu kažemo da je "punog ranga stupaca" ako je r(A) = n, odnosno "punog ranga redaka" ako je r(A) = m.
Jedan od najvažnijih iskaza o rangu matrice, koji ponekad naziva i osnovni teorem linearne algebre, je sljedeći
Teorem o rangu i defektu: Za svaku m × n matricu A je
δ(A) + r(A) = n.
U ovoj tvrdnji s δ(A) je označena dimenzija jergre matrice A, odnosno linearnog podprostora kojeg matrica A preslikava u nul-matricu.
Značajno svojstvo ranga matrice je i sljedeća Sylvesterova nejednakost:
r(B) + r(ABC)  ≥  r(AB) + r(BC),
koja vrijedi za svake tri matrice A, B, C formata takvog da su svi matrični produkti u nejednakosti definirani. Posebno je za svake dvije m × n i n × p matrice A i B
r(A) + r(B) − n  ≤  r(AB)  ≤  min(r(A), r(B)).
Rang umnoška AB je jednak rangu matrice A ako je B punog ranga redaka, i rangu matrice B ako je A punog ranga stupaca.
Konačno, kako je ker(ATA) = ker(A) (tj. kako su jezgre (potprostori koje linearna preslikavanja preslikavaju u nulu) matrica ATA i A jednake), to je prema teoremu o rangu i defektu i
r(ATA) = r(A).
Prema ovoj jednakosti je rang realne matrice jednak broju njenih ne-nul singularnih vrijednosti.

## Rang i sustavi linearnih jednadžbi
Kronecker-Capelijev teorem tvrdi da je sustav linearnih jednadžbi
Ax = b
konzistentan (tj. da egzistiraju rješenja sustava) ako i samo ako je rang proširene matrice sustava [ A : b ] jednak rangu matrice koeficijenata sustava A.
Rang matrice može ponuditi i dodatne informacije o broju rješenja linearnog sustava (formata m × n, odnosno sustava m jednadžbi s n nepoznanica), na primjer:
- Ako je r(A) = m, tada će matrica sustava u ešalonskom obliku imati vodeću varijablu (pivotni element) u svakoj od jednadžbi i stoga je sustav nužno konzistentan. Rješenje sustava bit će jedinstveno ako je m = n. Ako je m < n, sustav će imati beskonačno mnogo rješenja (koja čine afin potprostor dimenzije n − m). Treba primijetiti kako je situacija u kojoj je n < m nemoguća, budući tada rang matrice ne bi mogao biti jednak m.

- Ako je r(A) = n, tada su sve varijable vodeće u ešalonskom obliku, pa je sustav ili nekonzistentan ili ima jedinstveno rješenje, ovisno od toga je li rang proširene matrice sustava jednak n + 1 ili n.

- Ako je  r(A) < n, tada sustav ima i slobodnih varijabli u ešalonskom obliku, pa je ili nekonzistentan ili ima beskonačno mnogo rješenja, ovisno od toga je li rang proširene matrice sustava veći ili jednak r(A).

## Numeričko izračunavanje
Rang matrice se uvijek može izračunati Gaussovim postupkom eliminacije, ali je u numeričkim izračunavanjima koja koriste aritmetiku pomičnog zareza ovaj postupak (LU dekompozicija) nestabilan. Umjesto njega, češće se koriste dekomopozicija po singularnim vrijednostima ili QR dekompozicija s pivotima. Numeričko određivanje ranga uvijek uključuje i praktični izbor praga pomoću kojeg se određuje kad element jako male numeričke vrijednosti treba tretirati kao nulu, koji će ovisiti o svojstvima matrice i konkretne primjene.

## Poopćenja
Rang se definira i za matrice nad proizvoljnim prstenovima. U ovim poopćenjima, rang stupaca (najveći broj linearno nezavisnih stupaca), rang redaka, dimenzija prostora stupaca, dimenzija prostora redaka, determinantni rang, itd. mogu biti međusobno različiti ili biti nedefinirani.
Rang glatkog preslikavanja između dvije glatke mnogostrukosti u nekoj točki se definira kao (linearni) rang njegovog diferencijala.
Rang matrice je maksimalan kada je matrica dijagonalna.